# ماپا
ماپّا (به ژاپنی: 株式会社 MAPPA، هپبورن: Kabushiki-gaisha Mappa) یک استودیوی انیمه ژاپنی است که در ۱۴ ژوئن ۲۰۱۱ توسط ماسائو مارویاما، بنیانگذار و تهیه‌کننده سابق استودیو مدهاوس تأسیس شد.
ماپّا(MAPPA) مخفف انجمن پروژه ساخت انیمیشن مارویاما (Maruyama Animation Produce Project Association) است. در آوریل ۲۰۱۶، مارویاما از سمت خود در استودیو استعفا داد و استودیوی جدیدی را به نام استودیو M2 تأسیس کرد. پس از آن مانابو اوتسوکا از بنیان گذاران و اعضای سابق استودیو ْ4C جانشین مارویاما در ماپا شد.

## آثار

### مجموعه تلویزیونی
- ساکامیچی نو آپولون (۲۰۱۲ تولید مشترک با تِزوکا پروداکشنز)
- تیکیو (۲۰۱۲)
- هاجیمه نو ایپو: رایزینگ (۲۰۱۴–۲۰۱۳ تولید مشترک با مدهاوس)
- ترور در رزونانس (۲۰۱۴)
- اوشیو و تورا (۲۰۱۵–۲۰۱۴ تولید مشترک با استودیو VOLN)
- یوری روی یخ (۲۰۱۶)
- کاکه‌گوروی (۲۰۱۷)(۲۰۱۹)
- گارو (۲۰۱۴)
- خشم بهموت: پیدایش (۲۰۱۷)
- اینویاشیکی (۲۰۱۷)
- بنانا فیش (موزماهی) (۲۰۱۸)
- دورورو (۲۰۱۹)
- سارازانمای (۲۰۱۹ تولید مشترک با استودیو لپین ترک)
- اوشیماتا؟! تاما رو دیدی؟ (۲۰۲۰)
- دوروهه‌دورو (۲۰۲۰)
- جوجوتسو کایسن (۲۰۲۰)(۲۰۲۳)
- حمله به تایتان: فصل نهایی (۲۰۲۰)(۲۰۲۲)
- خدای دبیرستان (۲۰۲۰)
- سامورایی ژیمناستیک‌کار (۲۰۲۰)
- یاسوکه (۲۰۲۱)
- برقص برقص رقصنده (۲۰۲۲)
- در گوشه‌ای از این جهان (۲۰۱۶)
- چینسا من (۲۰۲۲)
- حماسه وینلند فصل دوم (۲۰۲۳)
- بهشت جهنمی: جیگوکوراکو(۲۰۲۳)